# Штрикшајд
Штрикшајд (њем. Strickscheid) општина је у њемачкој савезној држави Рајна-Палатинат. Једно је од 235 општинских средишта округа Ајфелкрајс Битбург-Прим. Према процјени из 2010. у општини је живјело 34 становника. Посједује регионалну шифру (AGS) 7232315.

## Географски и демографски подаци
Штрикшајд се налази у савезној држави Рајна-Палатинат у округу Ајфелкрајс Битбург-Прим. Општина се налази на надморској висини од 310 метара. Површина општине износи 1,4 km². У самом мјесту је, према процјени из 2010. године, живјело 34 становника. Просјечна густина становништва износи 24 становника/km².